# UFO: Enemy Unknown
UFO: Enemy Unknown (más tarde lanzado bajo el título X-COM: UFO Defense en los Estados Unidos y X-COM: Enemy Unknown para el mercado europeo) es un videojuego creado por Julian Gollop y publicado por MicroProse en 1993. Esto es el primer juego en la serie X-COM.

## Argumento
La historia de X-COM comienza en 1998. El argumento inicial se centra en el aumento de informes de avistamientos ovni. Los cuentos de rapto y terrorismo por los aliens desconocidos se extienden. 
Las naciones del mundo llegan a percibir esto como una amenaza e intentan formar sus propias fuerzas para hacer frente a este, como el Kiryu-Kai de Japón; estas fuerzas fallan miserablemente: el Kiryu-Kai intercepta sólo un OVNI en sus cinco meses de operación. El 11 de diciembre de 1998, los representantes de algunas naciones más poderosas en el mundo se encuentran en Ginebra, Suiza, para hablar del asunto. De esta reunión nació la unidad XCOM (eXtraterrestrial COMbat unit), del cual el jugador toma el mando durante el curso del juego. 	
El 1 de enero de 1999, la primera base del X-COM entró en operación, dando inicio a lo que más tarde se conocería como la Primera Guerra Alienígena - un período de tres años de duración. Cientos de OVNIS fueron interceptados, pero las fuerzas enviadas para limpiar los sitios de choque tuvieron muchas bajas. Las grandes ciudades fueron atacadas por las fuerzas alienígenas, y en un punto las fuerzas alienígenas incluso comenzaron a establecer bases en la tierra misma. A partir de estos sitios, sin embargo, los valiosos conocimientos y artefactos se recuperaron; los aliens de varias especies fueron capturados, estudiados y, eventualmente, interrogados, y a su tecnología le fue aplicada ingeniería inversa y puesta a su uso por las fuerzas de X-COM.
En los últimos años, el gran avance fue revelado-un interrogatorio reveló que las fuerzas alienígenas estaban basadas en Cydonia, en Marte.